# Arde Madrid
Arde Madrid (spanisch für „Madrid brennt“) ist eine Fernsehserie von Movistar+, die in Spanien produziert wurde.
In der Serie wird das Leben der amerikanischen Schauspielerin Ava Gardner, während ihres Aufenthalts in Madrid in den 60er Jahren in der faschistischen Franco-Ära, aus der Sicht ihrer Hausangestellten erzählt.
Arde Madrid stellt die erste kommerzielle Fernsehserie dar, die von Paco León und Anna R. Costa in Schwarzweiß gedreht wurde. Die Serie besteht aus acht Folgen mit einer Länge von jeweils ca. 30 Minuten. Die Premiere der Serie fand auf dem San Sebastian International Film Festival statt. Sie wurde am 8. November 2018 auf der Movistar+ -Plattform uraufgeführt.

## Inhaltsangabe
Die Serie porträtiert das verrückte Zusammenleben einer Elitegruppe von Künstlern, Aristokraten und Ausländern des Dolce Vita in Madrid, mit dem Franco-Regime an der Macht in einem konservativen Spanien, in dem „Menschen aus dem Ausland Spaß haben würden“. Sex, Whiskey und Rock ’n’ Roll, während „die Arbeiterklasse ein armes Leben führte und nicht wusste, was außerhalb ihrer Grenzen geschah.“

## Schauspieler und Schauspielerinnen

### Hauptdarsteller
- Inma Cuesta - Ana Mari
- Paco León - Manolo, Fahrer von Ava Gardner
- Debi Mazar - Ava Gardner
- Anna Castillo - Pilar
- Julián Villagrán - Floren
- Ken Appledorn - Bill Gallagher, Sekretär von Ava Gardner
- Osmar Núñez - General Juan Perón
- Fabiana García Lago - Isabelita Perón

### Sekundärbesetzung
- Melody - Carmen Sevilla
- Craig Stevenson - Samuel Bronston (Episoden 1, 4, 7 und 8)
- Miguel Lago - der Trinker (Episode 1)
- Estefanía de los Santos - die Landfrau (Episode 2)
- Miren Ibarguren - Lucero (Episoden 3, 7, 8)
- Mariola Fuentes - Lola Flores (Episode 4)
- Pol Vaquero - El Pescailla (Episode 4)
- Elena Furiase - Carmen Mateo (Episode 4)
- Eugenia Martínez de Irujo - Duquesa de Alba (Episode 4)
- Rebeca Lutu - Marisol (Episode 4)
- María Ordóñez - Lucía Bosé (Episoden 4, 8)
- Raquel Infante - Marujita Díaz (Episode 4)
- Fanny Gautier - Anline Griffit (Episoden 4, 5)
- Manuel Manquiña - Juwelier (Episoden 5, 7)
- Fernando Andina - Luis Figueroa (Episode 5)
- Secun de la Rosa - Señor Salamanca (Episode 5)
- María Hervás - Isabel (Episoden 6, 7)
- Eloi Costa - Der Galan (Episode 6)
- Cristina Alarcón - Carmen Cervera (Episode 7)
- Miranda Makaroff - Burgerliche Junge frau (Episode 8)
- Pepa Charro - Drachenfrau (Episode 8)
- Belén López - Kluge Dame (Episode 8)

### Mit der besonderen Zusammenarbeit von
- Carmen Machi - Clara Pérez (Episoden 1,2, 4,6)
- Silvia Tortosa - Julia (Episode 2)
- Carmina Barrios - Starke frau (Episode 6)
- Julieta Serrano - Rosario (Episode 7)

## Preis
Die Serie erhielt den Feroz-Preis (2019) für die beste Serie und den Platino-Preis (2019) für die beste iberoamerikanische Mini-Serie bzw. TV-Serie.

## Rezensionen
Diego A. Manrique schrieb in El País: „Anachronismen sind keine Sünde mehr; sie sind zu hippen Witzen geworden.“ Dies passiere in Arde Madrid, einer Serie mit einer bewundernswerten Besetzung. Die Handlung solle zwar 1961 spielen, doch dies sei nur eine Illusion, die (zumindest für Musikkenner) gebrochen wird, wenn Antonio González Batista „El Pescaílla“ mit „Alguien cantó“ (von 1969) sang oder die psychedelische Rockband Smash mit „El garrotín“ (1971) zu hören sei. Arde Madrid sei aber auch eine Komödie, scheine aber einen gewissen Neorealismus anzustreben, schön eingefangen in schwarzweiß. Doch der Unsinn werde beleidigend, als Ava Gardner in ihrem Arbeitszimmer in der Dr.-Arce-Straße eine Party zum Gedenken an [eben verstorbenen] Papa Hemingway feiert. Alles diene dazu, „sentimentale Massagen“ zu geben, um die ideologische Güte des coolen Zuschauers zu bestätigen.
Constance Jamet urteilte in Le Figaro: „Arde Madrid ist eine skurrile und schrille Schwarz-Weiß-Komödie, die mit einer sehr feinen Bildgestaltung glänzt und den Zusammenprall der Kulturen zwischen einem rückwärtsgewandten, auf sich selbst bezogenen Spanien und ausländischen Intellektuellen, die sich in einem verrückten hedonistischen Wettlauf verloren haben, offenbart. Die acht Episoden erwecken imposante Persönlichkeiten der damaligen Zeit wie den argentinischen Junta-Chef Juan Perón oder Charlton Heston zum Leben und entwerfen lustige Situationen wie einen altmodischen Schwangerschaftstest mit Fröschen. Arde Madrid war in Spanien ein großer Quotenerfolg und wurde beim Festival de la Fiction in La Rochelle mit dem Preis für die beste europäische Serie ausgezeichnet.“